# Hanibal
Hanibal (punski za „dar Baalov” ili „milost Baalova”), kartažanski vojskovođa (247. pr. Kr. – 182. pr. Kr.). Prema mnogima najsposobniji vojskovođa svih vremena.
Živio je u vrijeme rimske prevlasti nad Sredozemljem, te se proslavio kao veliki vojskovođa i taktičar. Najpoznatiji po svojem sudjelovanju u Drugom punskom ratu kada je porazio rimsku vojsku u bitci kod Ticina i Trebije, 217. pr. Kr. kod Trazimenskog jezera, 216. pr. Kr. kod Kane.

## Mladost
Sin generala Hamilkara Barke (Barkasa), Hanibal je rođen netom prije kraja Prvog punskog rata (264. pr. Kr. – 241. pr. Kr.), 247. pr. Kr. Kao posljedicu rata Rimljani su preoteli Kartagi Siciliju, a kada je u Kartagi izbio građanski rat, Rim je zauzeo i Sardiniju i Korziku. To je vjerojatno snažno djelovalo na mladog Hanibala.
Već je kao mladić Hanibal ratovao pod zapovjedništvom svojega oca u Hispaniji. Nakon očeve pogibije (228. pr. Kr.) Hanibal je nastavio osvajanja u zapadnoj i srednjoj Hispaniji i završio ih 221. pr. Kr. Njegova mlađa braća, Mago i Hazdrubal, su također bili vojskovođe, a njegovu sestru oženio je, također vojskovođa, Hazdrubal Naočiti.

## Pohod na Rim
Nakon Prvog punskog rata (264. pr. Kr. – 241. pr. Kr.), Kartaga i Rim su podijelili Iberski poluotok na zone utjecaja čija je granica bila rijeka Iber. Spor je nastao oko grada Sagunta, koji je bio rimski saveznik. Godine 219. pr. Kr. Hanibal je osvajio Sagunt, grad na Španjolskoj obali Sredozemnog mora, što označava početak Drugog punskog rata.
Danas se sa sigurnošću ne zna koja je današnja rijeka odgovarala rijeci Iber. Najvjerojatnije je da je to bila rijeka Ebro, i u tom slučaju, Sagunt se nalazio duboko u području utjecaja Kartage, međutim, također postoje pokazatelji da se radi o rijeci Júcar, i u tom slučaju, Sagunt je bio na području rimskog utjecaja. Bilo kako bilo, Rim nije pritekao u pomoć Saguntu, i dozvolio je da Hanibal opustoši ovaj grad, kako bi kasnije to mogao iskoristiti kao izgovor za početak Drugog punskog rata.
Rim se pozvao na dogovor i zahtijevao povlačenje kartažanskih trupa. Ali Hanibal tada kreće na Rim preko Alpa, i na sjeveru Apeninskog poluotoka dobiva pomoć Kelta, plemena koji su ondje bili nastanjeni.
Kartaški general je pri prelaženju Alpa izgubio gotovo polovinu od 64000 vojnika svoje vojske s kojom je krenuo iz hispanskog grada Sagunta. Razlog tome bila je alpska zima, neprohodni putevi te učestali napadi alpskih plemena. 
S druge strane, Rim je pripremao golemu vojsku za obranu matičnog poluotoka koja je krenula ususret Hanibalu.
Bitka kod Ticina zbila se 218. godine pr. Kr. između Kartažana i Rimljana i predstavlja prvi korak Hanibalovog zauzimanja Italije. Rimljani su doživjeli katastrofalan poraz predvođen kartaškim slonovima i plaćenicima. Neki misle da se Ticino nalazi blizu rijeke Pad (ili Po) u sjevernoj Italiji.

### Bitka kod Trebije
Bitka kod rijeke Trebije odigrala se 218 godine pr. Kr. Dvije vojske susrele su se kod hladne rijeke Trebije. Rimljani su u iščekivanju Hanibala napravili logor s one strane rijeke, ne znajući da ih Hanibal već odavno promatra. U šumama oko rijeke čekali su skriveni vrsni afrički konjanici i plaćenička numidska konjica. Upravo su Numiđani prešli rijeku da bi izmamili neprijatelja iz logora. Rimljani, ne sluteći ništa, nasjeli su na zamku te krenuli sa svim raspoloživim snagama preko rijeke. Nakon prelaska, susreli su se s glavnom kartaškom vojskom koja se sastojala od iberskih, libijskih, keltskih i numidskih plaćenika, vrsnih afričkih trupa i bojnih slonova. Hanibal, uvidjevši da su Rimljani doveli brojčano dvostruko veću silu, odlučuje u boj uključiti konjicu skrivenu u šumi.
Također pušta u borbu bojne slonove koji, iako su poginuli svi osim jednog, rade priličnu zbrku u rimskim redovima. Kada je konjica napokon došla, Rimljani su opkoljeni pa su se samo neki sretnici uspjeli spasiti od pobjedničkih Kartažana.

### Bitka kod Trazimenskog jezera
Godinu nakon pobjede kod Trebije, Hanibal vodi preživjele prema samom srcu Italije, Rimu. No, na njegovu nesreću, na putu mu se ispriječila još jedna rimska vojska. Oprezni Hanibal primijetio je na vrijeme Rimljane te još jednom imao vremena pripremiti zamku.
Krećući se padinom u blizini Trazimenskog jezera, rimski general šalje izvidnicu koja mu nakon nekog vremena javlja o kartaškoj vojsci koja ide ravno prema njima. Izvidnici nisu uočili da je velika većina Hanibalove sile skrivena u obližnjoj šumi, samo čekajući na znak svog vođe.
Kada je rimska vojska, ponovo brojčano nadmoćna, zagrizla mamac, iz šume su izletili divlji galski plaćenici i afričke postrojbe s takvom žestinom da Rimljani nisu znali što drugo napraviti, nego bježati. No, oni koji su ostali i borili se, imali su više sreće od onih koji su se bacili u bijeg, jer svi koji su se pokušali povući bili su, ili pobijeni, ili pobacani u hladne vode Trazimenskog jezera.
Nakon ove pobjede, Hanibal je imao otvoren put prema Rimu i priliku da zauvijek promijeni povijest čitavog čovječanstva. On tu priliku ipak nije iskoristio.

### Bitka kod Kane
Godine 216. pr. Kr. Hanibal Barka nakon dvije velike pobjede protiv Rima, ipak se odlučuje na pustošenje Italije i čekanje na pojačanja umjesto napada na "vječni grad". U Rimu se tih godina, muško stanovništvo smanjilo za čak 17% zbog katastrofalnih poraza koje su doživjeli od Puna. Unatoč tome, Senat je pripremio još jednu vojsku, veću od sve tri prethodne da izbriše Hanibalove Kartažane s lica zemlje. Ta vojska krenula je prema brdu sjeverozapadno od grada Tarenta zvanom Kana.
Vojska koju je Hanibal predvodio sastojala se od Gala, Ibera, Libijaca, Numiđana, Balearaca, Samnićana i samih afričkih postrojba. Sveukupno ih je bilo 50.000 (40.000 pješaka i 10.000 konjanika). Vojska je bila umorna od silnog ratovanja, a očekivao ih je još jedan sraz s Rimljanima.
Rimljane su predvodila dva konzula: Terencije Varo i Julije Emilije Paul, a vojska je imala 80.000 ljudi (74.000 pješaka i samo 6.000 konjanika).
Rimljani su ovaj put uhvatili Kartažane na otvorenom, pa Hanibal nije mogao pripremiti novu zamku.
Konzuli, međutim, veliku brojčanu nadmoć nisu iskoristili. Mislivši kako pukim brojem vojnika mogu pobijediti umorne Kartažane, daju naredbu legijama da napadnu Pune svom snagom. Hanibal šalje 6.000 numidskih konjanika protiv 2.000 italičkih te 4.000 hispanskih i kartaških konjanika protiv jednako toliko rimskih konjanika. Numiđani lako tjeraju Italike u bijeg i nakon toga se prebacuju na desni bok da bi pomogli afričkoj konjici skršiti rimske plemiće. Kartaški veterani se dotle prebacuju na bokove i polako formiraju obruč oko 74.000 rimskih pješaka. No, tada Kelti počinju bacati oružje i bježati pred rimskom legijom. Barem su Rimljani mislili da je tako. Keltima je Hanibal unaprijed rekao da to učine kako bi Rimljane uvukli dublje među svoje postrojbe, pa se nakon bježanja Kelti odjednom zaustavljaju, uzimaju pričuvno oružje i napadaju Rimljane (ovo se danas smatra jednim od najboljih taktičkih poteza ikad). Rimljani, iako još uvijek nadmoćni, polako počinju panično bježati nazad. Ali uzalud, jer numidska i afrička konjica na vrijeme se vraćaju zatvoriti rupu u obruču i tako onemogućiti bijeg Rimljanima. Nakon toga slijedi masakr u kojem je poginulo više od 70.000 rimskih vojnika, a preživjeli su samo oni koji su se uspjeli provući kroz obruč. U ovoj bitci također je poginuo i velik broj plemića i senatora (oba su konzula poginula kod Kane), pa legenda kaže da je Hanibal pokupio sve prstenje poginulih plemića u jednu košaru i pobacao ih pred kartaški senat.
Ipak, Hanibal nakon ove pobjede nije udario na Rim (uplašeni Rimljani su vikali "Hannibal ante portas!" - Hanibal pred vratima) jer nije imao dovoljno opreme ni pojačanja. Također, nakon što su Rimljani bili na koljenima poslije Kane, makedonski kralj Filip V. pridružio se Hanibalu, ali je odbio poslati pojačanja savezniku jer se bojao da će falange biti stavljene pod zapovjedništvo velikog generala, a ne Makedonaca.

### Pat pozicija
Hanibal se, međutim, iz nepoznatih razloga okrenuo od Rima i sklopio savez s Filipom V., makedonskim vladarom. Rim je našavši saveznike protiv Makedonaca poslao svoga vojskovođu Publija Kornelija Scipiona, koji je izborio pobjede na Pirinejskom poluotoku. Dok je Hanibal pljačkao i palio po čitavoj Italiji bez ikakvog otpora i polako osiguravao kartašku prevlast na zapadnom Sredozemlju, Rimski Senat očajnički je tražio načina da sačuva rimsku državu.
Rimljani, iako su imali vrlo malo vojnika u svom glavnom gradu, šalju glavne postrojbe u Hispaniju kako bi je ponovno osvojili i onemogućili Hanibalu da dobije pojačanja. Tu rimsku vojsku predvodio je Publije Kornelije Scipion, poslije nazvan "Afrički". Scipion Afrički bio je jedan od najsjajnijih vojskovođa u rimskoj povijesti. Svoju slavu nije zasnivao samo na svojoj vještini vojevanja, nego i na talentu za diplomaciju. Sklapao je saveze s lokalnim plemenima što je višestruko pomoglo rimskim snagama. Iberska plemena su kao saveznici i najamnici služili kao pojačanja rimskoj vojsci, a svojim poznavanjem terena su doprinijeli borbi s Kartažanima. U svojoj želji da se oslobode Kartažana, hispanska plemena su prešla na stranu Rimljana. S druge strane, u Kartagi je izabrana nova vlada. Vlast su preuzeli demokrati srušivši tako oligarhijski poredak. Nažalost po Hanibala, nova vlada nije shvaćala ozbiljnost situacije u Italiji, pa mu nije poslala pojačanja koja je on očekivao. U pomoć mu stiže njegov brat Hazdrubal, kojeg Rimljani u Hispaniji ne uspijevaju zaustaviti, dopuštajući mu tako da se probije na Apeninski poluotok. Njegov plan je bio da se ujedini s bratom Hanibalom i krene na Rim. Ali je jedne noći Senat tajno uputio postrojbu rimskih vojnika forsiranom hodnjom da se suprotstavi Hazdrubalu. Rimska vojska podijelila se u dvije skupine da onemogući Hazdrubalu bijeg i kada su se Rimljani napokon približili Kartažanima, brojčano slabiji Hazdrubal bio je poražen i ubijen na rijeci Metaur.
Njegova glava bila je bačena u Hanibalov tabor što je značilo prvu veliku rimsku pobjedu u Drugom punskom ratu i slabljenje Hanibalove moći. Hanibalu se pripisuje da je, vidjevši odrubljenu glavu svoga nesretnog brata, rekao: "Sada vidim sudbinu Kartage!"

### Kraj rata
Hanibalov drugi brat Mago pokušao je kasnije izvršiti invaziju na obaliu Ligurije, ali je poginuo zadobivši u borbi udarac sjekirom. Godine 202. pr. Kr. nakon prelaska Rimljana u Afriku i velikih pobjeda pod vodstvom Scipiona koji sada dobiva pridjev Afrički, odvila se bitka kod Zame, koja predstavlja kraj rata, poraz Hanibala i Kartage. Drugi punski rat završio je uvjerljivom pobjedom Rima nakon 16 godina ratovanja.

## Kasnija karijera
Nakon rata, Hanibal se protivio oligarhiji. U tome je, s podrškom puka, bio uspješan. Ubrzo je, oko 195. pr. Kr., otišao u dobrovoljno izgnanstvo kako ne bi pao u ruke Rimljanima.
Na svojem dvoru ugostio ga je Antioh III. Veliki, Seleuković. Kod Antioha, Hanibal je sanjao o velikoj koaliciji helenističkih država kako bi Rim, koji je narastao izvan svih očekivanja, vratio na razinu tek jedne od ravnopravnih sredozemnih sila. Godine 188. g. pr. Kr., nakon teškog poraza od Rimljana, Antioh je sklopio mir kojim je, između ostalog, Rimljanima morao predati neprijatelje Rima koji su se sakrili kod njega, dakle i Hanibala. No, Hanibal je ubrzo pobjegao, najprije u Armeniju, a potom u Bitiniju, kod kralja Pruzije. Tamo je ostvario izvanrednu pobjedu u pomorskoj bitci protiv Pergama. Kada ga je ovaj na zahtjev Rimljana namjeravao izručiti, Hanibal se otrovao.

## Ostavština
Hanibal se danas smatra za jednog od najvećih vojnih stratega u povijesti i jednog od najvećih generala starog vijeka, zajedno s Filipom Makedonskim, Aleksandrom Velikim, Scipionom Afričkim i Julijem Cezarom. Naposljetku su Rimljani njegove ratne strategije uklopili u svoj strateški arsenal, što je bio jedan od razloga njihove uspješnosti. Antički pisci Polibije i Livije opisali su Hanibala i njegove ratove.
Hannibal ante portas! (lat. za „Hanibal je pred vratima”), uzrečica koja se u Rimu čula kada se Hanibal 211. pr. Kr. opasno približio Rimu. Poslovično se upotrebljava kao upozorenje da neka velika opasnost izravno prijeti.
Vojne akademije širom svijeta poučavaju Hanibalove strategije, osobito Bitku kod Kane.
Hanibal je ovjekovječen u mnogim slavnim književnim djelima, kao što su Danteova Božanstvena komedija, Swiftova Gulliverova putovanja i Flaubertova Salambo gdje se Hanibal javlja kao dječak.
Također, njegov je život ekraniziran u više filmova, kao što su talijanski Scipione l'africano (1937.), Annibale (film) (1959.), te u brojnim dokumentarnim filmovima.